# Centravanti di mestiere
Centravanti di mestiere è il quinto album del cantautore Povia pubblicato nel 2009 dalla Mamadue Records, contemporaneamente alla partecipazione del cantautore al Festival di Sanremo 2009, con il controverso brano Luca era gay.

## Descrizione
L'autore dichiarò di voler ricordare con l'omonimo singolo i propri trascorsi calcistici, omaggiando inoltre col brano il calciatore Alberto Gilardino.

## Tracce
Testi e musiche di Povia.
1. È dura - 3:24
2. Emozione - 3:18
3. Single - 4:07
4. L'incapace - 3:07
5. Meglio averci dato un taglio - 4:16
6. Zoccoli - 3:32
7. E così sei nell'aria - 3:04
8. Luca era gay - 4:06
9. Centravanti di mestiere - 3:12
10. Ti assaggerò piano - 4:14

- Live in web (ghost track) - 5:47

## Assistere ai concerti in streaming
Sul retro di copertina del disco vi è una password mediante la quale è possibile collegarsi al sito ufficiale dell'artista e, tra le varie opzioni, è possibile assistere in streaming ai suoi concerti. Questo, oltre a dare la possibilità a coloro che hanno difficoltà a raggiungere la città dell'evento e ai disabili di assistere allo show dell'artista, è anche un piccolo contributo alla lotta alla pirateria musicale.

## Classifiche
| Classifica (2009) | Posizione massima |
| ----------------- | ----------------- |
| Italia            | 16                |

## Crediti
- Povia: voce
- Mirko Pieri: basso
- Davide Piscopo: batteria
- Cesare Chiodo: basso
- Massimiliano Agati: batteria
- Alessandro Magnalasche: archi, chitarra acustica e elettrica
- Leonardo Marcucci: chitarra elettrica
- Alessio Buccella: tastiera, pianoforte
- Monia Russo: voce femminile in Luca era gay